# Barranc de la Molina (Conca de Dalt)
El barranc de la Molina és un barranc afluent de la Noguera Pallaresa. Discorre íntegrament pel terme de Conca de Dalt, al Pallars Jussà, però neix a l'antic terme d'Hortoneda de la Conca, i després davalla cap a l'antic municipi de Claverol. De fet, pel segon dels dos termes només hi fa uns quants metres. En el darrer tram fa de límit occidental de l'antiga Quadra de Llania.
Es forma en el fons de la vall al nord del poble d'Hortoneda, prop de la masia de la Molina, a la qual deu el nom. La formen el barranc de la Masia, que baixa del sud-est, la llau dels Pastors, que prové del sud, i la llau del Rebollar, del sud-oest. Neix de l'ample circ que s'estén del Roc de Santa (oest) al poble d'Hortoneda (est), i té l'antiga quadra de Llania al costat de llevant. El Pas del Bosc de Llania és a la meitat del seu recorregut, al lloc on li arriba per la dreta la llau de l'Obaga de Teresa.
S'aboca en la Noguera Pallaresa a la presa de Sossís, prop de la casa vella de Llania, dins de l'antic terme de Claverol.